# Kulturgeragogik
Kulturgeragogik als Kulturarbeit mit Älteren beinhaltet in Analogie zur Fachdisziplin Musikgeragogik, die sich mit musikalischer Bildung im Alter beschäftigt, Aufgaben der Kulturpädagogik (kulturellen Bildung und Vermittlung), also das Anleiten zur Auseinandersetzung mit Kunst und Kultur und zu eigenem künstlerischen Schaffen, sowie den Einsatz von Kunst und Kultur als Mittel, um Ziele der Allgemeinbildung zu erreichen bzw. sich auch mit speziellen Aspekten auseinanderzusetzen, die ein Alter(n) in Würde, Selbstbestimmung und hoher Lebensqualität ermöglichen.
Kulturarbeit mit Älteren ist also auch Teil von gelingender Entwicklung über die gesamte Lebensspanne. Weiterhin umfasst sie Aufgaben des Kulturmanagements, wie Projektmanagement und gegebenenfalls Fundraising und PR-Arbeit. Die Wortschöpfung Kulturgeragogik ist eine Analogiebildung zu dem Terminus Kulturpädagogik, der in der Kinder- und Jugendarbeit verwendet wird. Indem der Pädagogik-Begriff durch Geragogik ersetzt wird, wird hervorgehoben, dass Erkenntnisse aus der Gerontologie einfließen. Die Geragogik als Alterspädagogik beschäftigt sich mit dem Lernen älterer Menschen, denn sie bringen andere Interessen, Bedürfnisse und Lernvoraussetzungen als jüngere Altersgruppen in Lernprozesse ein. Diese anderen Lernbedingungen erfordern für die Bildungsarbeit mit Senioren eine eigene Didaktik und Methodik, deren Entwicklung das zentrale Aufgabenfeld der Geragogik ist.